# Chaetomymar gracile
Chaetomymar gracile är en stekelart som beskrevs av Prinsloo 1986. Chaetomymar gracile ingår i släktet Chaetomymar och familjen dvärgsteklar. Inga underarter finns listade i Catalogue of Life.